# Wasserstraßen- und Schifffahrtsamt Brunsbüttel
Das Wasserstraßen- und Schifffahrtsamt Brunsbüttel (WSA Brunsbüttel) war ein Wasserstraßen- und Schifffahrtsamt in Deutschland. Es gehörte zum Dienstbereich der Generaldirektion Wasserstraßen und Schifffahrt, vormals Wasser- und Schifffahrtsdirektion Nord.
Am 22. März 2021 wurde das Wasserstraßen- und Schifffahrtsamt Brunsbüttel mit dem Wasserstraßen- und Schifffahrtsamt Kiel-Holtenau zum Wasserstraßen- und Schifffahrtsamt Nord-Ostsee-Kanal zusammengelegt.

## Zuständigkeitsbereich
Das Wasserstraßen- und Schifffahrtsamt Brunsbüttel war zuständig für den westlichen Teil des Nord-Ostsee-Kanals (ab/bis Kanalkilometer 49,5 bei Breiholz etwas westlich von Rendsburg) und den Gieselaukanal.

## Aufgabenbereich
Zu den Aufgaben des Wasserstraßen- und Schifffahrtsamtes Brunsbüttel gehörten:
- Unterhaltung, Betrieb und Ausbau des Teils des Nord-Ostsee-Kanals im Amtsbereich
- Unterhaltung und Betrieb der Schleusenanlagen in Brunsbüttel und der Gieselauschleuse
- Bau der 5. Schleusenkammer in Brunsbüttel
- Betrieb der Fähren über den Nord-Ostsee-Kanal im Amtsbereich
- Unterhaltung und Betrieb der schwimmenden und festen Seezeichen im Amtsbereich
- Ordnung und Sicherheit des Schiffsverkehrs und Betrieb der Verkehrszentrale in Brunsbüttel
- Übernahme strom- und schifffahrtspolizeilicher Aufgaben
- technischer Betrieb der Bündelungsstelle Maritime Verkehrstechnik

## Außenbezirke
Zum Wasserstraßen- und Schifffahrtsamt Brunsbüttel gehörten die Außenbezirke I in Brunsbüttel und II in Hochdonn sowie ein Bauhof und die Fachgruppe Nachrichtentechnik in Brunsbüttel.
- Der Außenbezirk I war zuständig für die Ansteuerung des Nord-Ostsee-Kanals auf der Elbe und den Kanal bis Kanalkilometer 10,0 (Weiche Kudensee).
- Der Außenbezirk II war zuständig für den Nord-Ostsee-Kanal ab Kanalkilometer 10,0 bis Kanalkilometer 49,5 und den Gieselaukanal. Dem Außenbezirk sind die Fährstellen über den Nord-Ostsee-Kanal im Amtsbereich des Wasser- und Schifffahrtsamtes Brunsbüttel und die Gieselauschleuse zugeordnet.
- Der Bauhof Brunsbüttel nahm insbesondere Wartungs- und Instandsetzungsarbeiten an Schiffen und Seezeichen des Wasser- und Schifffahrtsamtes Brunsbüttel sowie den Schleusentoren der Kanalschleusen in Brunsbüttel wahr.
- Die Fachgruppe Nachrichtentechnik betreute die nachrichtentechnischen Anlagen am Nord-Ostsee-Kanal.

## Verkehrszentrale

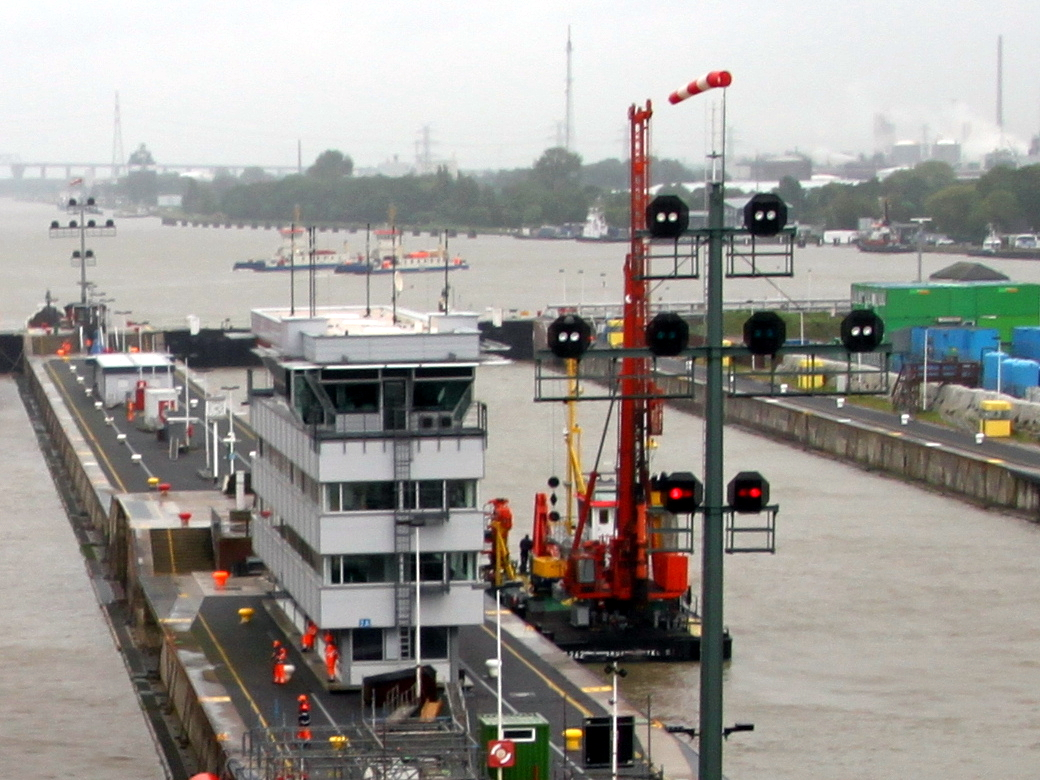
Verkehrszentrale NOK zwischen den großen Schleusenkammern der Schleuse Brunsbüttel

Das Wasserstraßen- und Schifffahrtsamt Brunsbüttel unterhielt eine Verkehrszentrale, von der aus der Schiffsverkehr auf dem Nord-Ostsee-Kanal im 24-Stunden-Betrieb überwacht und gelenkt wurde.

## Kleinfahrzeugkennzeichen
Den Kleinfahrzeugen im Bereich des Wasserstraßen- und Schifffahrtsamt Brunsbüttel wurden Kleinfahrzeugkennzeichen mit der Kennung HEI zugewiesen.